# Дмитрий (князь курский)
Дмитрий — князь курский XIII века, упомянут на поз.62 Любецкого синодика без указания отчества. Вероятно, был последним курским князем из Рюриковичей перед захватом Киевского княжества Ольгердом в 1362 году.
Жену Дмитрия звали Феодора, происхождение неизвестно. У них был сын Василий и у него жена Анастасия. Василий убит татарами. Когда и где, неизвестно.

## Происхождение
По версии Филарета, Дмитрий был сыном Олега Игоревича курского и внуком Игоря Святославича новгород-северского. Зотов Р. В. считает Дмитрия братом Олега Святославича курского (и также в его понимании внуком Игоря Святославича новгород-северского), отождествляемого им с Юрием курским, упомянутым в синодике на поз.49.
По версии Безносюка С. Н., Дмитрий был не братом Юрия курского, а представителем следующего за ним поколения. Исследователь выводит их от Олега Игоревича курского.
- Святослав Ольгович (1164)
  - Олег Святославич (1180)
    - Святослав Ольгович
      - Олег Курский?
        - Юрий (князь курский)?
        - Дмитрий (князь курский)?

  - Игорь Святославич (1201)
    - Владимир Игоревич
    - Олег Игоревич?
      - Юрий (князь курский)?
        - Дмитрий (князь курский)?

    - Святослав Игоревич (1211†)
      - Юрий (князь курский)?
      - Дмитрий (князь курский)?